# Simonsberg, Nordfriesland
Simonsberg là một đô thị thuộc huyện Nordfriesland, bang Schleswig-Holstein, Đức.